# ناتاميسين
Natamycin ناتاميسين هو عبارة عن دواء ذو (اسم دولي غير مسجل الملكية)، المعروف أيضا باسم بيماريسين وتباع في بعض الأحيان Natacyn، الزمرة الدوائية تركيبه الكيماوي بيماريسين. مضاد فطري عيني.

## الإستعمالات

### في الاغذيه
وقد استخدم ناتاميسين على مدى عقود في صناعة الغذاء باعتباره عقبة أمام نمو الفطريات في منتجات الألبان، واللحوم، وغيرها من الأطعمة. ويمكن أن تشمل المزايا المحتملة لاستخدام ناتاميسين استبدال المواد الحافظة الكيميائية التقليدية، تأثير نكهة محايدة، وتقليل الاعتماد على الرقم الهيدروجيني للفعالية، كما هو شائع مع المواد الحافظة الكيميائية. ويمكن تطبيقه في مجموعة متنوعة من الطرق: باعتبارها معلق مائي.

### الاستطبابات
علاج التهاب الأجفان , التهاب الملتحمة , التهاب القرنية الناجم عن الفطور المتحسسة له.

## الاستخدام خلال الحمل
ينتمي هذا المحضر للمجموعة C.

## مضادات الاستطباب
فرط الحساسية لهذا المحضر أو لأحد مكوناته.

## تحذيرات
يشير عدم تحسن التهاب القرنية بعد 7 – 10 أيام من استخدامه إلى أنه ناجم عن عوامل ممرضة غير متحسسة له.

## التأثيرات الجانبية
تحدث بنسبة تقل عن 1%
- عينية: تشوش الرؤية , رهاب الضياء , ألم عيني , تخريش عيني.

## التداخلات الدوائية
لا يجوز إشراكه مع الستيروئيدات القشرية الموضعية.

## الثباتية
احفظه بدرجة حرارة الغرفة , واحمه من التعرض للحرارة الشديدة أو الضوء , لا تضعه في المجمد.

## آلية التأثير
يزيد نفوذية الغشاء الخاص بالعامل الممرض الفطري.

## الحرائك الدوائية
- الامتصاص: يمتص أقل من 2% من جرعته المطبقة عينياً إلى الدوران الجهازي.
- التوزع: يلتصق إلى القرنية ويترسب في النتوءات الملتحمية.

## الجرعة
- البالغين: قطره نقطة واحدة في الكيس الملتحمي كل 1 – 2 ساعة.
- بعد ثلاثة أيام خفضها إلى نقطة واحدة 6 – 8 مرات يومياً , يستمر الشوط العلاجي لمدة 2 – 3 أسابيع.

## التعليمات الخاصة بالمريض
راجع الطبيب في حال أن الحالة ساءت أو لم تتحسن بعد 3 – 4 أيام من استخدامه.

## المستحضرات الصيدلانية
- معلق عيني : 5% (15 مل).

## وصلات خارجية
- Natamycin Articles